# Смолярик білокрилий
Смоля́рик білокрилий або кам'янка білокрила (Myrmecocichla monticola) — вид горобцеподібних птахів родини мухоловкових (Muscicapidae). Мешкає в Південній Африці.

## Таксономія
Раніше білокрилого смолярика відносили до роду Кам'янка (Oenanthe), однак за результатами низки молекулярно-філогенетичних досліджень, опублікованих в 2010 і 2012 роках, вид був переведений до роду Смолярик (Myrmecocichla).

## Опис
Довжина птаха становить 18-20 см. Надхвістя птаха, а також крайні стернові пера білі, гострий дзьоб і лапи чорні. Виду притаманний статевий диморфізм. Забарвлення самця поліморфне, однак візерунок хвоста і білі плями на плечах завжди присутні. Забарвлення тіла варіюється від світло-сірого до майже чорного, тім'я у деяких морф може бути білим. Самиці мають темно-коричневе забарвлення, за винятком білих плям на хвості та на надхвісті. Спів білокрилих смоляриків мелодійний, включає в себе посвисти і цвірінькання.

## Підвиди
Виділяють чотири підвиди:
- M. m. albipileata (Barboza du Bocage, 1867) — південно-західна Ангола;
- M. m. nigricauda (Traylor, 1961) — західна Ангола;
- M. m. atmorii (Tristram, 1869) — західна Намібія;
- M. m. monticola (Vieillot, 1818) — південна Намібія і ПАР.

## Поширення і екологія
Білокрилі смолярики мешкають в Анголі, Намібії, Південно-Африканській Республіці, Лесото і Есватіні. Вони живуть на луках, в саванах і заростях сухих чагарниквів, в парках і садах, на кам'янистих скелях. 

## Поведінка
Білокрилі смолярики живляться комахами і ягодами. Моногамні, гніздяться на землі серед каміння. Сезон розмноження триває з вересня по січень, іноді з червня по березнь. Гніздо чашоподібне, зроблене з сухої трави. В кладці 2-4 яйця, інкубаційний період триває 13-14 днів, насиджує лише самиця. Пташенята покидають гніздо на 16 день. За сезон може вилупитися 2-3 виводки.

## Галерея

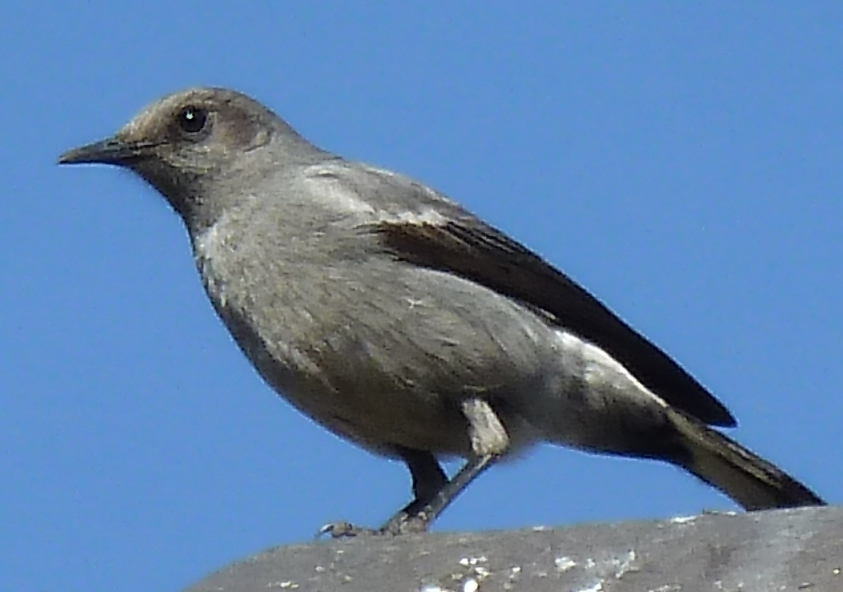
Білокрилий смолярик (самець номінативного підвиду)
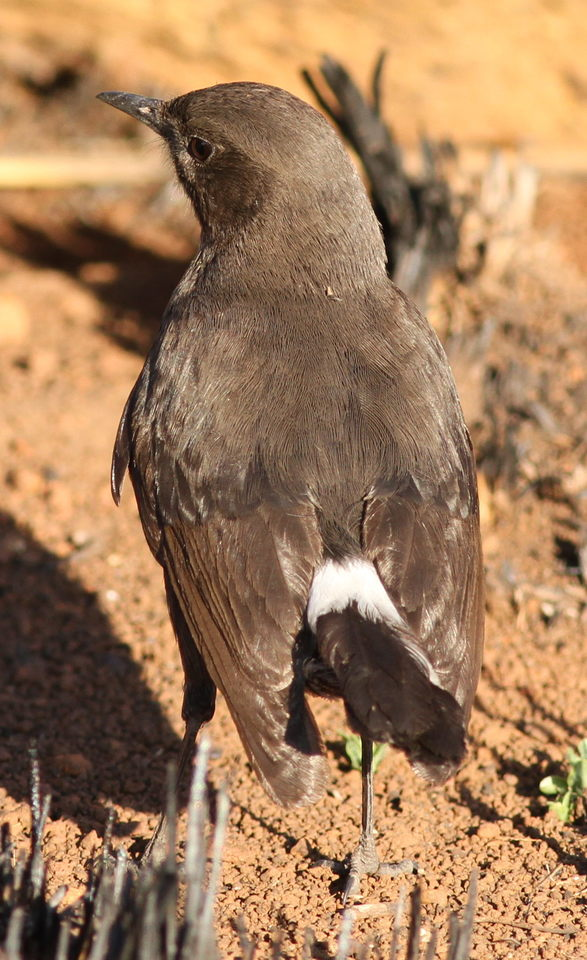
Самиця
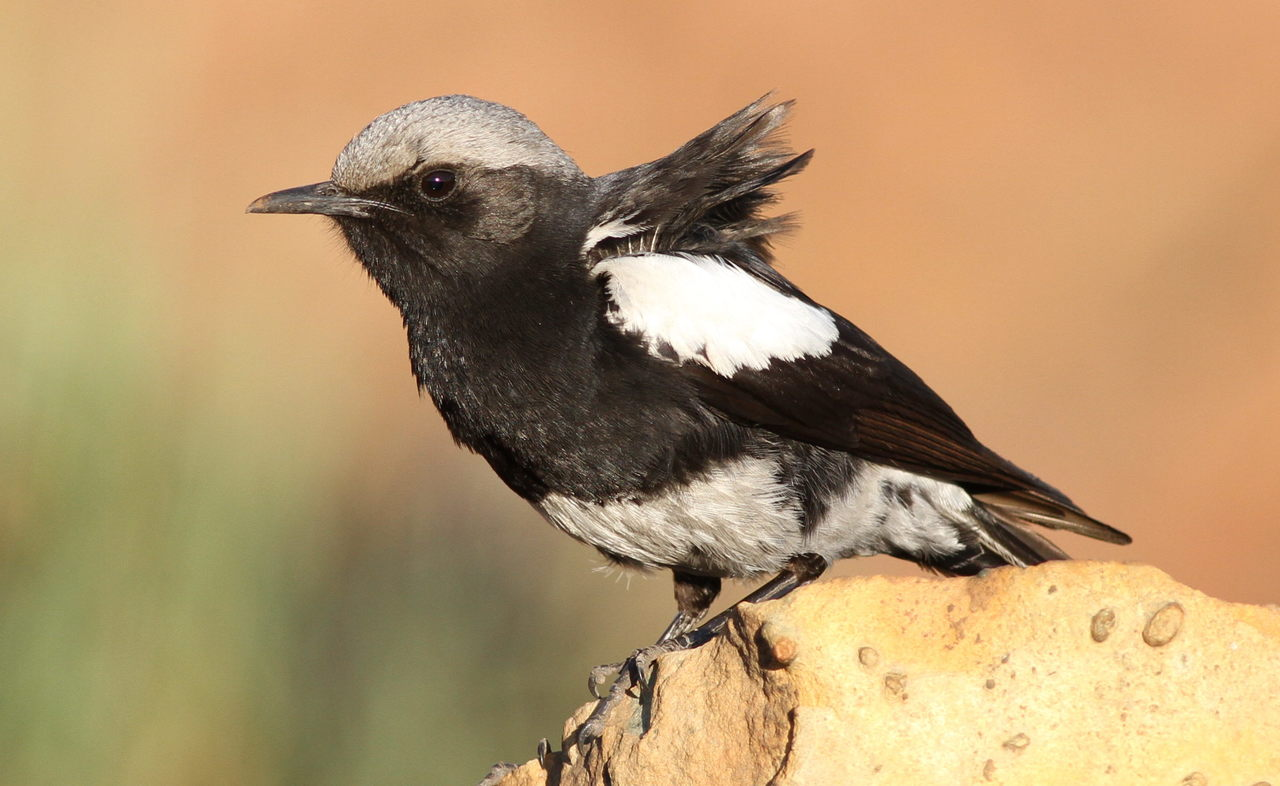
Самець номінативного підвиду з сірим тіменем
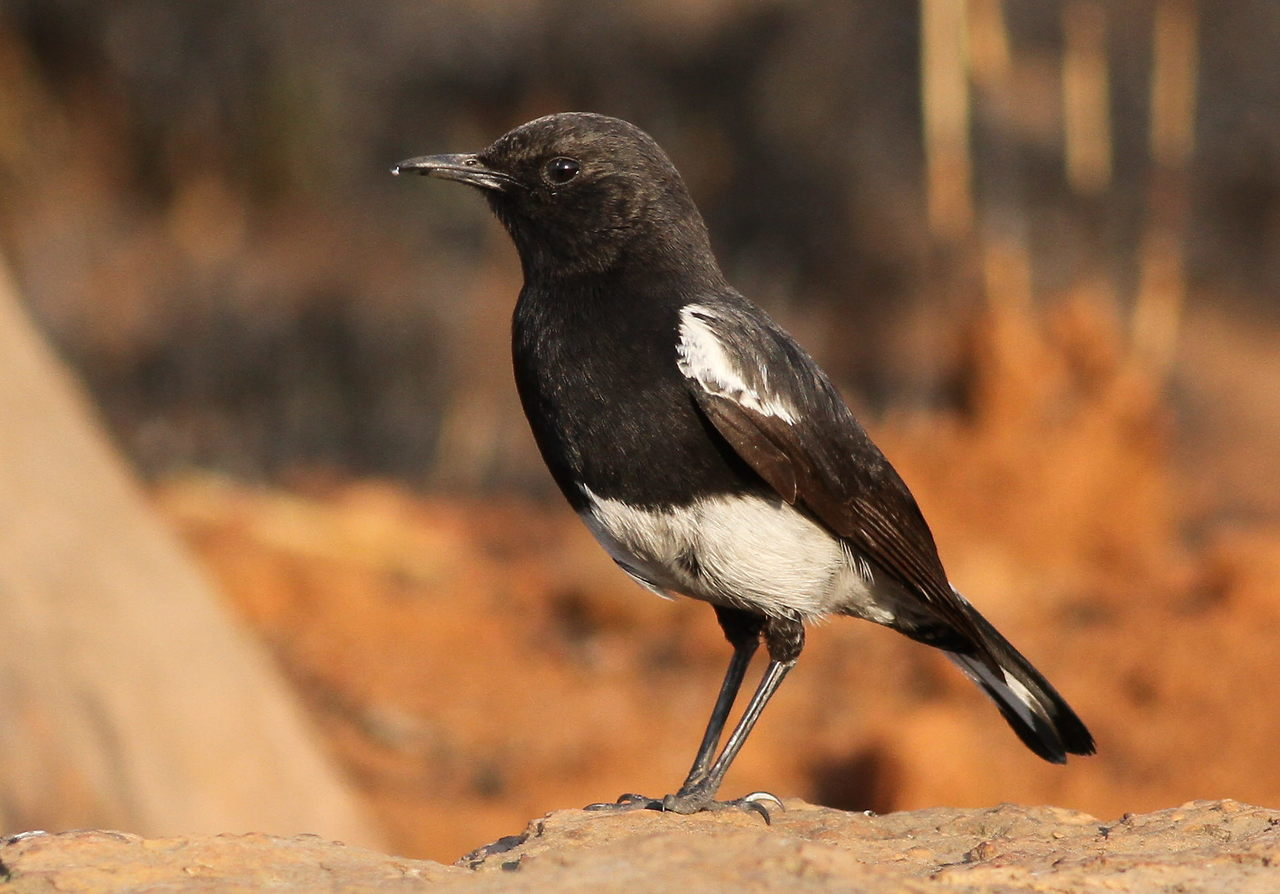
Самець номінативного підвиду з темним тіменем
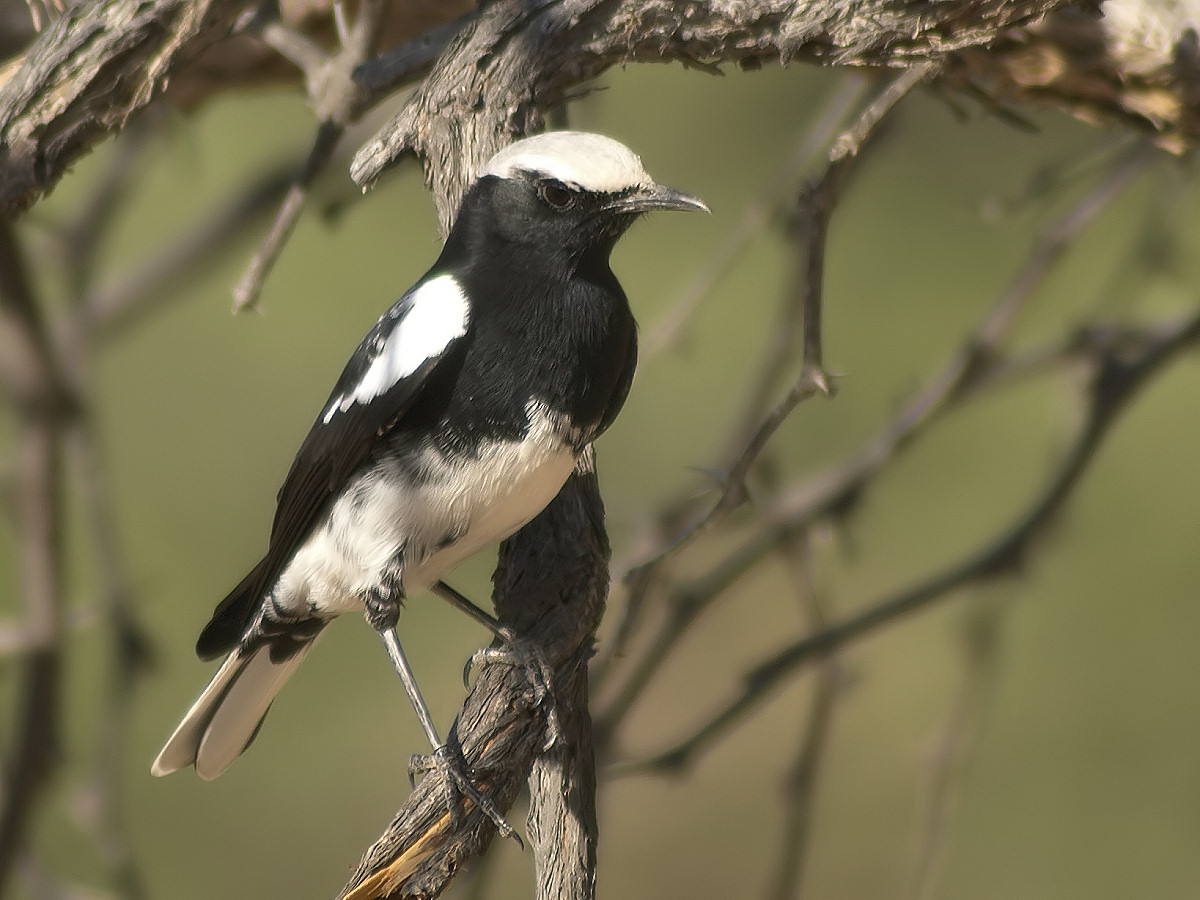
Самець підвиду M. m. atmorii з білим тіменем